# Werauhia gigantea
Werauhia gigantea là một plant loài thuộc chi Werauhia. Đây là loài bản địa của Venezuela.